# Adolf Hühnlein
Adolf Hühnlein (ur. 12 listopada 1881 w Neustadt bei Coburg, zm. 18 czerwca 1942 w Monachium) – niemiecki działacz partyjny, kierowca rajdowy i wojskowy, Reichsleiter, pierwszy Korpsführer (głównodowodzący) Narodowosocjalistycznego Korpusu Motorowego (NSKK). Uczestnik I wojny światowej i puczu monachijskiego.

## Życiorys
Brał udział walkach I wojny światowej, za co dwukrotnie otrzymał krzyż żelazny drugiej klasy. Po wojnie przez pewien czas służył we Freikorpsie Epp oraz Reichswehrze. W 1923 roku uczestniczył w puczu monachijskim. Wówczas został członkiem NSDAP. Pod dowództwem Hühnleina wszyscy kierowcy w Niemczech mieli należeć do NSKK, którą Heinrich Himmler włączył w struktury SS.
Hühnlein był utalentowanym kierowcą, biorącym udział w wielu wyścigach oraz organizatorem wielu rajdów na terenie Niemiec. Mimo jego związków z motoryzacją nie był popularny wśród niemieckich kierowców krytykujących go m.in. za działalność partyjną, agitację w NSKK, upolitycznienie korpusu, a także publiczne okazywanie więzi z nazistami. Jednym z głównych krytyków działalności Hühnleina był kierowca rajdowy, Bernd Rosemeyer.
W 1942 roku otrzymał pośmiertnie Order Niemiecki.